# Пая білощока
Па́я білощока (Cyanocorax cayanus) —  вид горобцеподібних птахів родини воронових (Corvidae). Мешкає в Південній Америці.

## Опис
Довжина птаха становить 33 см, вага 147-230 г. Голова, горло і верхня частина грудей чорні, під дзьобом широкі білі "вуса", на лобі і тімені короткий чуб. Спина, крила і центральні стернові пера темно-сині, кінчик хвоста білий, нижня сторона хвоста чорна. Решта тіла біла. Очі світло-блакитні, дзьоб і лапи чорні.

## Таксономія
В 1760 році французький зоолог Матюрен Жак Бріссон включив опис білощокої паї до своєї книги «Ornithologie», описавши птаха за зразком із Каєнни (Французька Гвіана). Він використав французьку назву Le geay de Cayenne та латинську назву Garrulus Cayanensis. Однак, хоч Бріссон і навів латинську назву, вона не була науковою, тобто не відповідає біномінальній номенклатурі і не визнана Міжнародною комісією із зоологічної номенклатури. Коли в 1766 році шведський натураліст Карл Лінней випустив дванадцяте видання своєї «Systema Naturae», він доповнив книгу описом 240 видів, раніше описаних Бріссоном. Одним з цих видів була білощока пая, для якої Лінней придумав біномінальну назву Corvus cayanus. Пізніше вид був переведений до роду Пая (Cyanocorax), введеного німецьким орнітологом Фрідріхом Бойє у 1826 році. Білощока пая є типовим видом цього роду.

## Поширення і екологія
Білощокі паї мешкають на сході Венесуели, в Гаяні, Суринамі, Французькій Гвіані і Бразилії (на північ від Амазонки). Вони живуть в саванах, чагарникових заростях, рідколіссях, на узліссях вологих тропічних лісів, в парках і садах, на висоті до 1100 м над рівнем моря. Зустрічаються невеликими сімейними зграйками. Білощокі паї є всеїдними птахами, живляться комахами, іншими безхребетними, личинками, плодами, ягодами, насінням, а також дрібними хребетними. 
Білощокі паї є моногамними птахами. Сезон розмноження у них триває з грудня по березень. Пара птахів будує чашоподібне гніздо, яке робиться з переплетених гілочок і рослинних волокон і встелюється м'яким рослинним матеріалом. Насиджують самиці, тоді як самці шукають їм їжу і захищають гніздо, разом з іншими членами зграї.